# Geografía de Turquía
Turquía (en turco: Turkiye Cumhuriyeti) es un estado ubicado en el sureste de Europa y suroeste de Asia (esa porción de Turquía al oeste del Bósforo es geográficamente parte de Europa), que limita con el mar Negro, entre Bulgaria y Georgia, y limita con el mar Egeo y el Mediterráneo, entre Grecia y Siria. Políticamente la Turquía europea (Rumelia) limita con Grecia y Bulgaria. La Turquía asiática limita en el Cáucaso, con Georgia, Armenia, Azerbaiyán; por oriente con Irán, y al sur con Irak y Siria.

## Geografía física

### Relieve

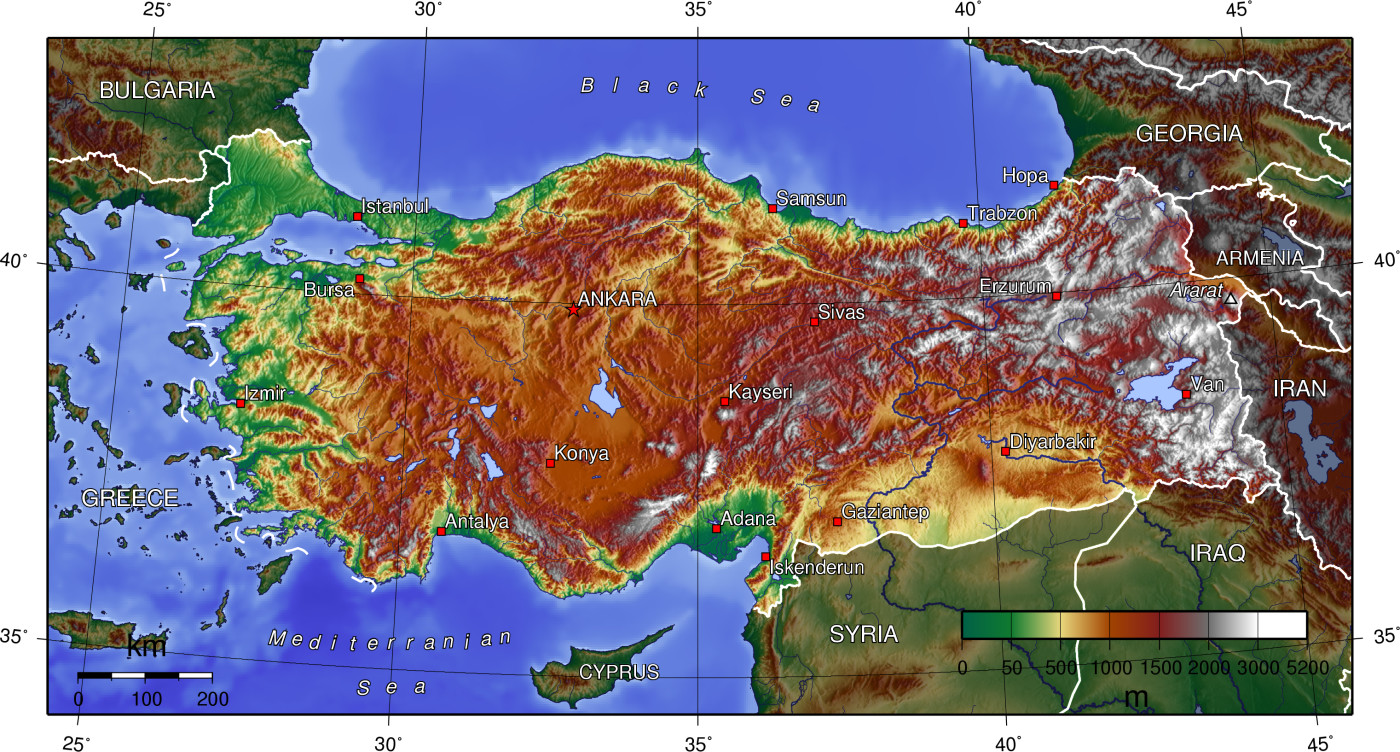
Mapa topográfico de Turquía.

Puede distinguirse en Turquía diversas regiones. En primer lugar, en el extremo occidental del país se encuentra la Turquía europea o Tracia oriental, en torno a Estambul. Representa aproximadamente el 3% del territorio. Básicamente se trata de una meseta esteparia y árida que tiene algunas alturas. Por el este y el noreste, tiene el macizo de Istranca (en turco, Yıldız Dağları o Istranca) en la frontera con Bulgaria; su punto más alto es Mahya Dağı (1031 m) en Turquía. Este macizo acaba llegando a la costa, que resulta así alta y abrupta. En la parte del suroeste está el Tekir Dag, que da al mar de Mármara. Estas colinas de Ganos acaban formando la península de Galípoli, entre el golfo de Saros y los Dardanelos.
Al otro lado del Bósforo se encuentra el resto del territorio turco, la Turquía asiática. También aquí la estructura básica es una meseta con una altitud media de 900 m de altitud. Está formado por unos depósitos que son restos de un mar antiguo del que perdura el lago de Tuz, salado. En la zona central de Anatolia, en lugares como Konya, Kayseri, así como en la parte occidental del país, hay manantiales de aguas termales. Esta zona central es más bien plana, con zonas hundidas como la cuenca del Tuz Gölü. El relieve en el este de Anatolia es montañoso, llegando en la región de Misia hasta los 2000 m, como se ve en el Ulu Dag.
A su alrededor, hay varias cordilleras. Al este la meseta de Anatolia va subiendo hasta los montes de Armenia, de 1500-1800 metros de altitud. Aquí hay cordilleras sedimentarias (arcillas y restos volcánicos así como valles profundamente deprimidos que dificultan las comunicaciones. 
De aquí salen dos cordales: los Alpes Pónticos o montes Pónticos al norte ascienden a más de 3000 metros (Kackar, 3937 m) que entorpecen el acceso al mar desde las mesetas interiores; y los montes Tauro o Taurus al sur que a su vez tiene dos ramales, el Tauro occidental y el Tauro central. Dentro de este Tauro central hay varios macizos: Bolkar, Tauro, Ala (donde se encuentra el pico más alto, el Ala Dagh, 3734 m) e Hinzir. En la zona armenia hay una altiplanicie donde está la cuenca del lago Van. Es una zona con actividad volcánica y sísmica.
Luego hay varias sierras paralelas al Tauro que se llaman Antitauro. Y acaban uniéndose con el sistema armenio, donde se encuentra el monte Agri o Ararat de 5166 m de altitud, ya en la frontera con Armenia. Es el punto más elevado del país.

### Ríos, lagos y costas

#### Ríos

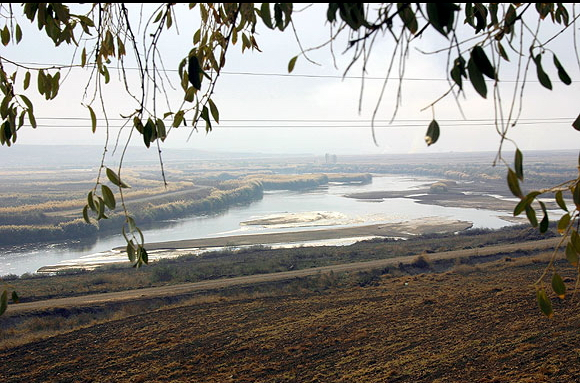
El río Kizil Irmak.

Los ríos de Turquía —en general, no navegables ya que son muy rápidos— pueden dividirse en varios grupos dependiendo de a dónde fluyan.
- mar Negro:

- vertiente anatolia del mar Negro:

- Kizil Irmak ("río Rojo", 1150 km de longitud), el río más largo del país, también conocido como el río Halys;
- río Sakarya, el tercero en longitud de Turquía con 824 km, también conocido como Sangarius;
- Yeşilırmak ("río Verde", el clásico Iris, de 418 km), Yağlıdere, Aksu Deresi en la provincia de Giresun, el río Batlama en Giresun, el río Bartın (clásico Parthenius) y río Çoruh (clásico Acampsis).

- vertiente europea del mar Negro:

- Mutludere (también conocido como Rezovo) que fluye desde Turquía hasta Bulgaria, con 112 km;
- Veleka que fluye a Bulgaria y luego al mar Negro, con 147 km de longitud, 25 km en Turquía;

- mar de Mármara:

* Biga Çayı que en tiempos clásicos era conocido como el Gránico, y Simav çayı también llamado Susurluk çayı, que en tiempos clásicos era conocido como Makestos.
- mar Egeo:

- vertiente egea europea:

- río Ergene, afluente del Maritza, que hace frontera con Grecia. El principal del Egeo europeo es el Meriç (Maritsa o Evros) que está en la sección europea de Turquía y tiene su fuente en Bulgaria; tiene un curso de 480 km de largo.

- vertiente egea anatolia:

- Bakırçay (clásico Caicus o Astraeus);
- Büjük Menderes (clásico Meandro) (548 km);
- Río Cayster o Küçük Menderes (114 km);
- Gediz (clásico Hermus). (401 km);
- Río Karamenderes (clásico Escamandro);

- mar Mediterráneo:

- Aksu (clásico Kestros);
- Río Manavgat;
- Río Köprüçay (clásico Eurymedon);
- Göksu 260 km);
- Limonlu Çayı (también conocido como Lamos, Cilicia);
- Río Müftü (también llamado Tyrutes);
- Río Tarsus (también llamado Berdan; clásico Cidno);
- Seyhan (clásico Sarus);
- Ceyhan (clásico Pyramus o Leucosyrus) 509 km);
- Río Payas;
- Río Deli Çay;
- Río Así (clásico Orantes);

- mar Caspio:

- río Araks, cuyo curso marca la frontera con Armenia;
- río Kura. El Araks y el Kura se unen poco antes del mar Caspio;

- vertiente del golfo Pérsico (Índico):

- fuentes de los ríos Tigris y Éufrates, con su afluente Murat, que afluyen desde el este de Turquía.

#### Lagos
Los lagos abundan en Turquía. El más importante es el lago Van, en la frontera con Armenia que tiene una superficie de 3766 km² y tiene 1720 m de altitud. Otros lagos destacados son: el Tuz, el Beyşehir, el Egridir, Aksehir y el Sugla. 

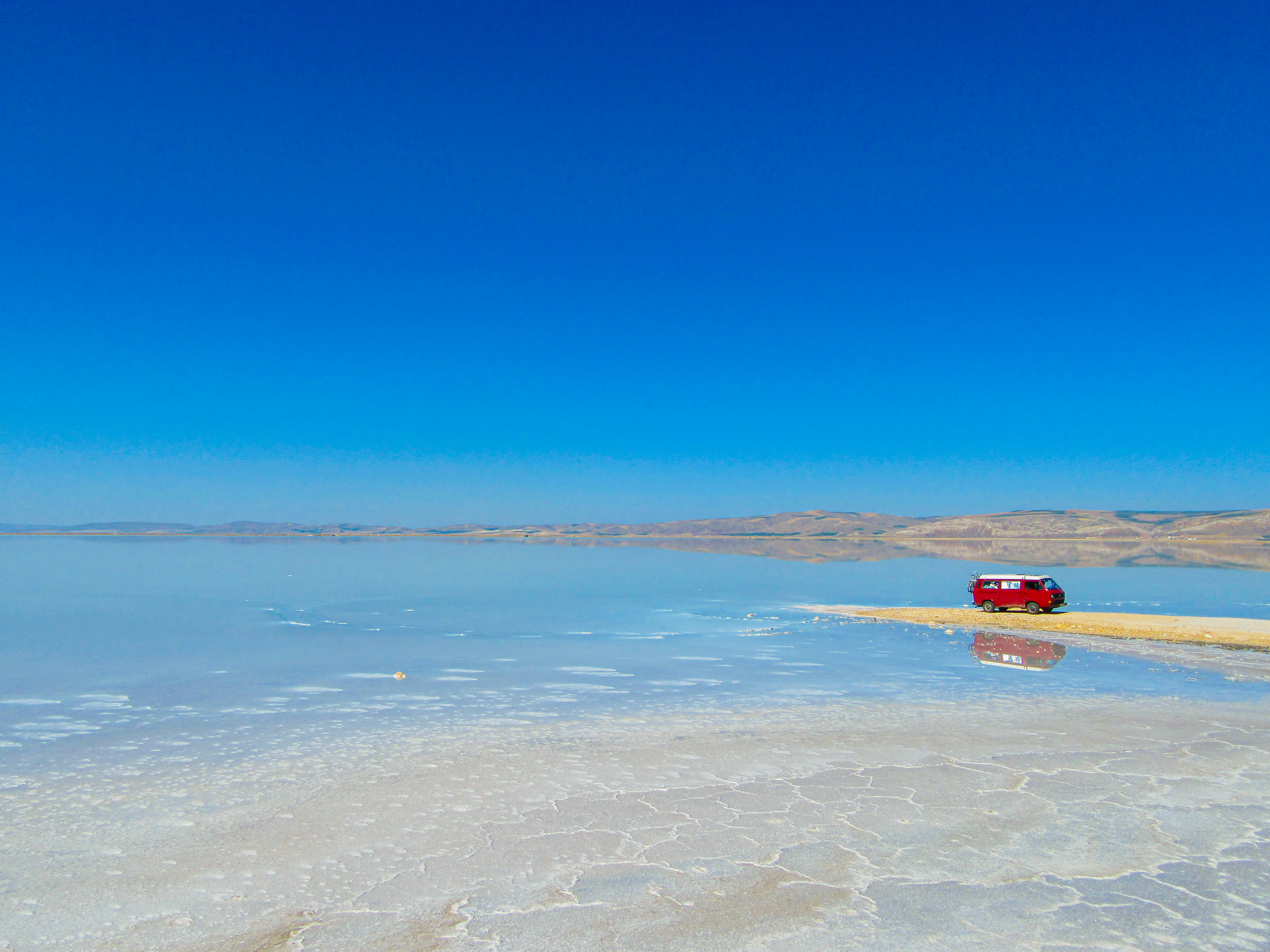
Lago Tuz

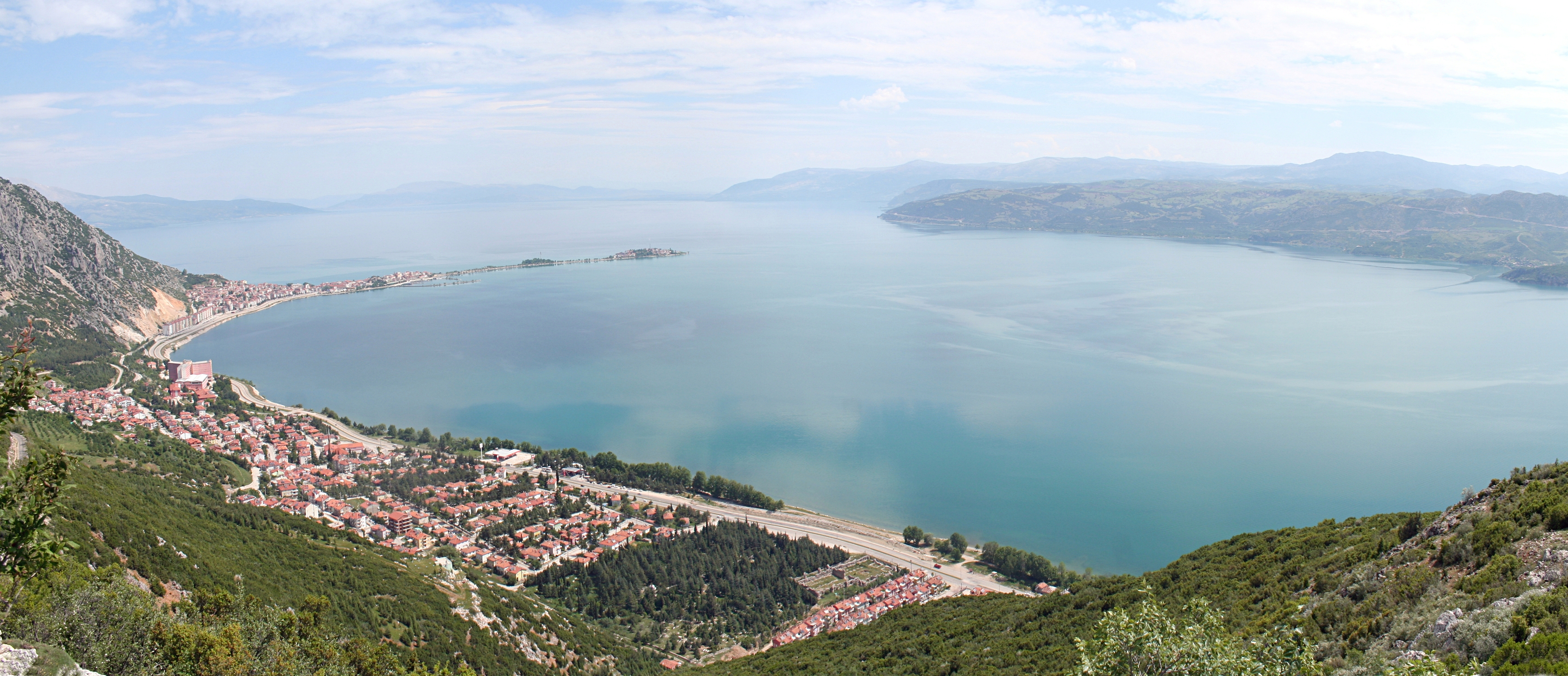
Lago Eğirdir

| Nombre en español | Nombre en turco | Superficie (km²) | Profundidad | Ubicación (distritos o provincias)        |
| ----------------- | --------------- | ---------------- | ----------- | ----------------------------------------- |
| Lago Van          | Van Gölü        | 3.755 km²        | 451 m       | Van, Bitlis                               |
| Lago Tuz          | Tuz Gölü        | 1.500 km²        | 2 m         | Aksaray, Ankara, Konya                    |
| Lago Beyşehir     | Beyşehir Gölü   | 656 km²          | 10 m        | Beyşehir, Seydişehir en la Konya, Isparta |
| Lago Eğirdir      | Eğirdir Gölü    | 482 km²          |             | Isparta                                   |
| Lago İznik        | İznik Gölü      | 308 km²          |             | İznik en Bursa, Yalova                    |
| Lago Burdur       | Burdur Gölü     | 200 km²          |             | Burdur, Isparta                           |
| Lago Manyas       | Manyas Gölü     | 166 km²          |             | Balıkesir                                 |
| Lago Acıgöl       | Acıgöl          | 153 km²          |             | Denizli, Afyonkarahisar                   |
| Lago Uluabat      | Uluabat Gölü    | 134 km²          | 1-2 m       | Bursa                                     |
| Lago Çıldır       | Çıldır Gölü     | 115 km²          |             | Ardahan, Kars                             |

| Pantano o embalse    | Superficie (km²) | Profundidad | Ubicación                   |
| -------------------- | ---------------- | ----------- | --------------------------- |
| Atatürk Baraj Gölü   | 817 km²          |             | Şanlıurfa, Adıyaman         |
| Keban Baraj Gölü     | 675 km²          |             | Elazığ, Tunceli, Erzincan   |
| Karakaya Baraj Gölü  | 298 km²          |             | Malatya, Elazığ, Diyarbakır |
| Hirfanlı Baraj Gölü  | 263 km²          |             | Ankara, Kırşehir            |
| Altınkaya Baraj Gölü | 118 km²          |             | Samsun                      |

#### Costas
Turquía tiene un litoral de más de 6.400 kilómetros de longitud y da a varios mares. Al norte, el litoral del mar Negro cuyo accidente más destacado es el cabo Ince. Al oeste tiene el litoral Egeo, caracterizado por ser muy recortada y la abundancia de islas e islotes. Al sur está la costa mediterránea, en la que se encuentran como principales rasgos los golfos de Antalya e Alejandreta. Turquía se encuentra en una posición estratégica al dominar los estrechos del Bósforo, el mar de Mármara y los Dardanelos que unen el mar Egeo con el mar Negro.

### Clima
El clima es templado, aunque las diversas regiones de Turquía presentan climas diferentes. Las zonas costeras de Turquía que bordean el mar Mediterráneo y el mar Egeo tienen un clima templado mediterráneo, con calurosos y secos veranos, y húmedos y fríos inviernos. La precipitación anual está en esta zona entre los 580 y los 1300 mm. Las zonas costeras de Turquía que bordean el mar Negro tiene un clima templado oceánico, con veranos cálidos y húmedos e inviernos fríos y húmedos. La precipitación anual está en esta zona entre los 1000 y los 2500 mm.

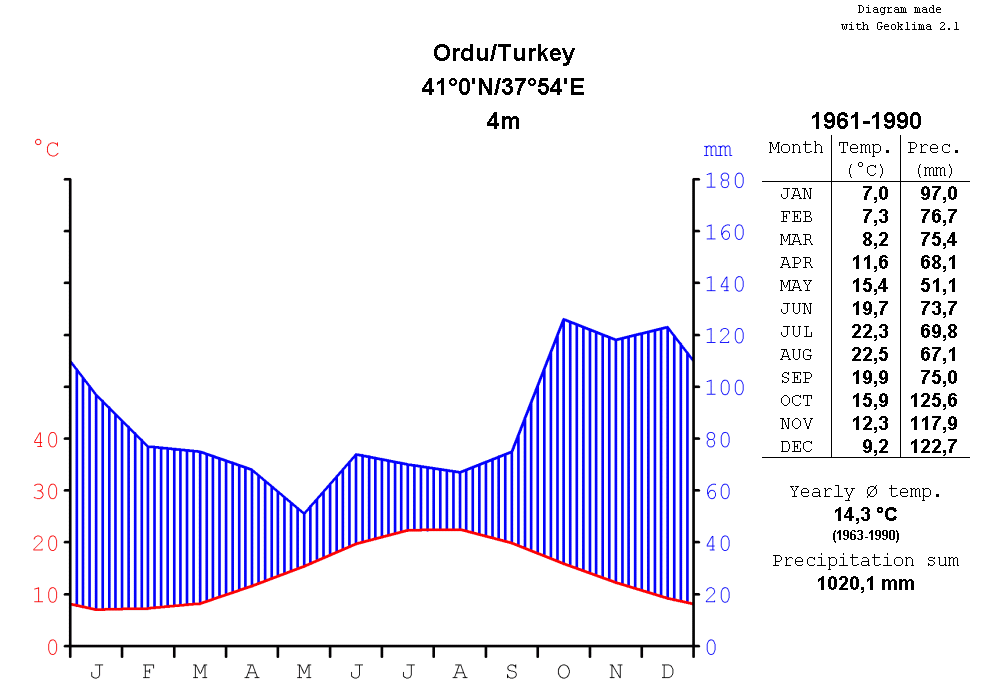
Ordu
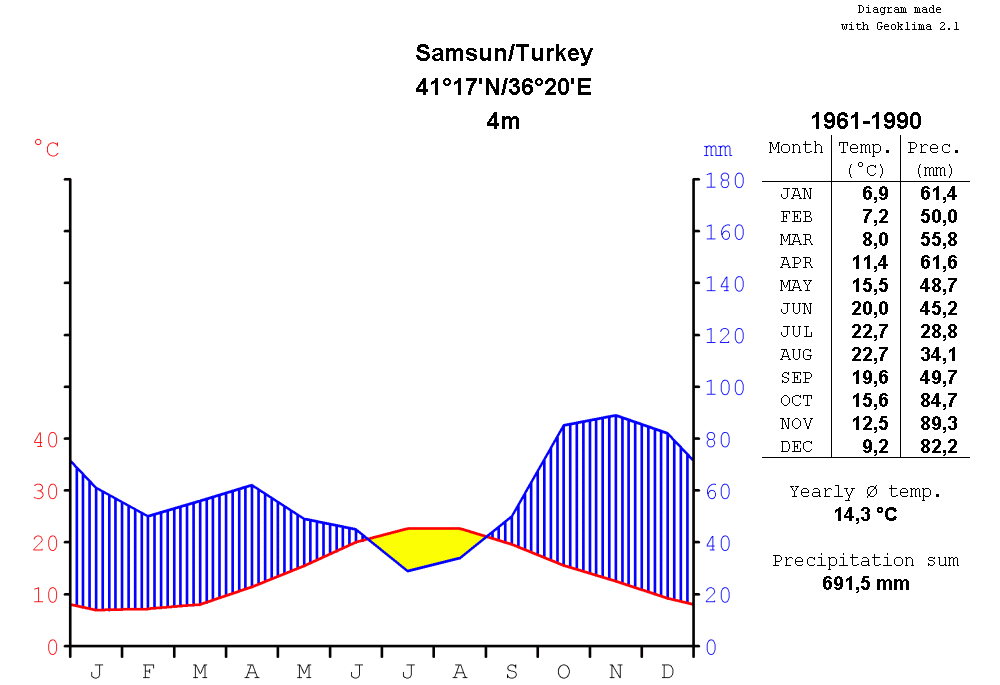
Samsun
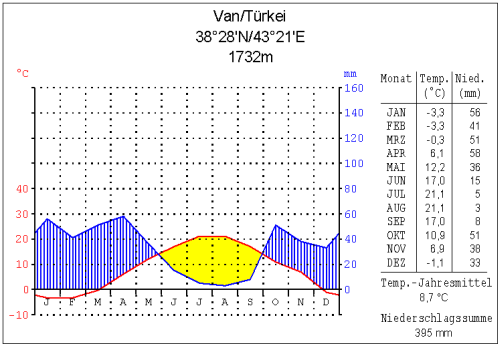
Van

En las zonas de montaña próximas al mar las temperaturas son más suaves. En el oeste, las temperaturas invernales tienen de media mínima 1 °C. Los veranos son calientes y secos, con temperaturas por encima de 30 °C. 
Hacia el interior, en la meseta de Anatolia el clima es más riguroso, más bien continental. Las montañas cercanas a la costa occidental impiden que la influencia del Mediterráneo avance hacia el interior, confiriendo a las regiones lejanas de la costa un clima continental con estaciones bien diferenciadas. En las cuencas del interior del país son más extremadas, con frío en invierno y calor en verano, presentando inviernos especialmente rigurosos. Las montañas del este pueden registrar temperaturas que bajan hasta los -30 o -40 °C. 
Suele llover más en la zona norte, el litoral del mar Negro, así en Rize caen 2545 mm anuales; es la única región del país en la que llueve a lo largo de todo el año, con una media anual de 2500 mm en el extremo oriental de este litoral, lo que es la máxima precipitación del país. La media anual de precipitaciones en la zona oeste es de 400 mm. En los litorales egeo y mediterráneo la precipitación anual varía entre los 580 y los 1300 mm, dependiendo del lugar. En términos generales, la pluviosidad disminuye en dirección este. En el macizo interior hay más aridez, de manera que en lugares como Ankara por ejemplo, las precipitaciones son de 417 mm y suelen tener lugar en invierno y primavera. Las regiones más áridas son el Konya Ovasi y el Malatya Ovasi, donde la pluviosidad anual frecuentemente es inferior a 300 mm. Mayo es generalmente el mes más lluvioso y julio y agosto los más secos. La temperatura baja hace que suela nevar. Las montañas del este pueden tener nieve cubriéndolas hasta ciento veinte días al año.
El clima de la región montañosa del Antitauro en Turquía oriental puede ser inhóspito. Los veranos tienden a ser cálidos y extremadamente áridos. Los inviernos son de un frío glacial con nevadas frecuentes e intensas. Los pueblos pueden quedar aislados durante varios días durante las tormentas invernales. La primavera y el otoño son generalmente suaves, pero tanto en una como en otra estación, son frecuentes las olas de calor y olas de frío repentinas.
| Región                         | Temperatura media | Temperatura media | Temperatura máxima registrada | Temperatura máxima registrada | Temperatura mínima registrada | Temperatura mínima registrada | Hum. media | Precipitación total | Precipitación total |
| Región del Mármara             | 13,5°C            | 56,3°F            | 44,6°C                        | 112,3°F                       | -27,8°C                       | -18,0°F                       | 71,2 %     | 564,3 mm            | 563,88 mm           |
| Región del Egeo                | 15,4°C            | 59.7°F            | 48.5°C                        | 119.3°F                       | -45.6°C                       | -50.1°F                       | 60.9 %     | 706,0 mm            | 706,12 mm           |
| Región del Mediterráneo        | 16,4°C            | 61,5°F            | 45,6°C                        | 114,1°F                       | -33,5°C                       | -28,3°F                       | 63,9 %     | 706,0 mm            | 706,12 pul.         |
| Región del Mar Negro           | 12,3°C            | 54,1°F            | 44,2°C                        | 111,6°F                       | -32,8°C                       | -27,0°F                       | 70,9 %     | 828.5 mm            | 828.04 mm           |
| Región de Anatolia Central     | 10,6°C            | 51,1°F            | 41,8°C                        | 107,2°F                       | -36,2°C                       | -33,2°F                       | 62,6 %     | 392,0 mm            | 391.16 mm           |
| Región de Anatolia Oriental    | 9,7°C             | 49,5°F            | 44,4°C                        | 111,9°F                       | -45,6°C                       | -50,1°F                       | 60,9 %     | 569,0 mm            | 568.96 mm           |
| Región de Anatolia Suroriental | 16,5°C            | 61,7°F            | 48,4°C                        | 119,1°F                       | -24,3°C                       | -11,7°F                       | 53,4 %     | 584,5 mm            | 585.20 mm           |
| Clima de Turquía por región    |                   |                   |                               |                               |                               |                               |            |                     |                     |

### Medio ambiente

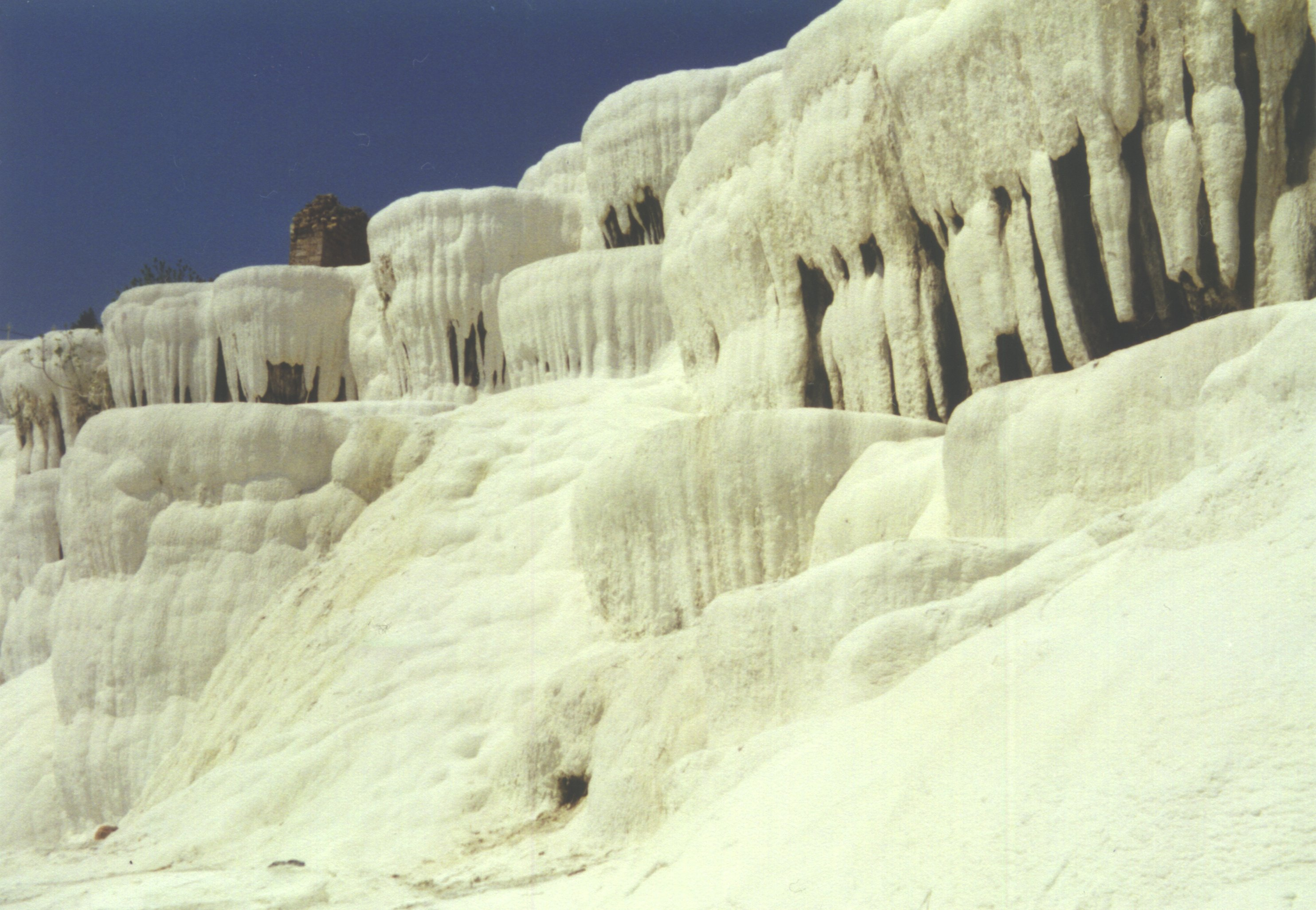
Terrazas calcáreas en Pamukkale.

La mayor parte de Turquía se reparte en diversos ecosistemas. Predomina el bosque templado de frondosas, en el norte y el este. En el sur y en el oeste el bosque es mediterráneo; en el oeste domina el pinar y los matorrales y luego, conforme se avanza hacia el sur, se encuentran palmeras y bananos. También están presentes otros biomas: el bosque templado de coníferas en las montañas del norte (coníferas y castaños) y la pradera en zonas del centro, este y sureste. El paisaje interior de la meseta de Anatolia es estepario. 
Según WWF, el territorio de Turquía se reparte entre catorce ecorregiones diferentes:
- Bosque templado de frondosas:
  - Bosque de frondosas del Ponto Euxino y la Cólquide en la costa del mar Negro
  - Bosque mixto balcánico en gran parte de la Turquía europea
  - Bosque mixto del Cáucaso en el noreste del país
  - Bosque caducifolio de Anatolia central en el centro
  - Bosque caducifolio de Anatolia oriental en el centro-este
  - Bosque estepario de los montes Zagros en el sureste
- Bosque templado de coníferas:
  - Bosque de Anatolia septentrional en las montañas del norte
- Bosque mediterráneo:
  - Bosque esclerófilo y mixto del Egeo y Turquía occidental en la costa oeste
  - Bosque mixto de Anatolia en el centro-oeste del país
  - Bosque montano de Anatolia meridional en las montañas del sur
  - Bosque del Mediterráneo oriental en la costa sur
- Pradera:
  - Estepa de Anatolia central en el centro del país
  - Estepa montana de Anatolia oriental en el este
  - Estepa de Oriente Próximo en el sureste, en la frontera con Siria

Destacan en su patrimonio natural dos siguientes sitios patrimonio de la Humanidad declarados por la Unesco, ambos de tipo mixto: el parque nacional de Göreme y sitios rupestres de Capadocia (1985), e Hierápolis-Pamukkale (1988). Desde 2005, cuenta con una reserva de la biosfera, Camili. 179.898 hectáreas están protegidas como humedales de importancia internacional al amparo del Convenio de Ramsar, en total, 13 sitios Ramsar, entre los que destaca el Lago Uluabat. Finalmente, cuenta con 17 parques nacionales, entre ellos el de Uludag.
Riesgos naturales de Turquía son terremotos muy severos, sobre todo en el norte de Turquía, a lo largo de una falla que se extiende desde el mar de Mármara al lago de Van. El 17 de agosto de 1999, un terremoto de magnitud 7,4 golpeó el noroeste Turquía, matando a más de 17 000 e hiriendo 44 000.
Como preocupaciones medioambientales se encuentran la contaminación del agua de verter de productos químicos y detergentes; contaminación del aire, en particular en las áreas urbanas; deforestación; a preocupación por los vertidos de petróleo debido al aumento del tráfico de transporte por el Bósforo.

#### Biodiversidad

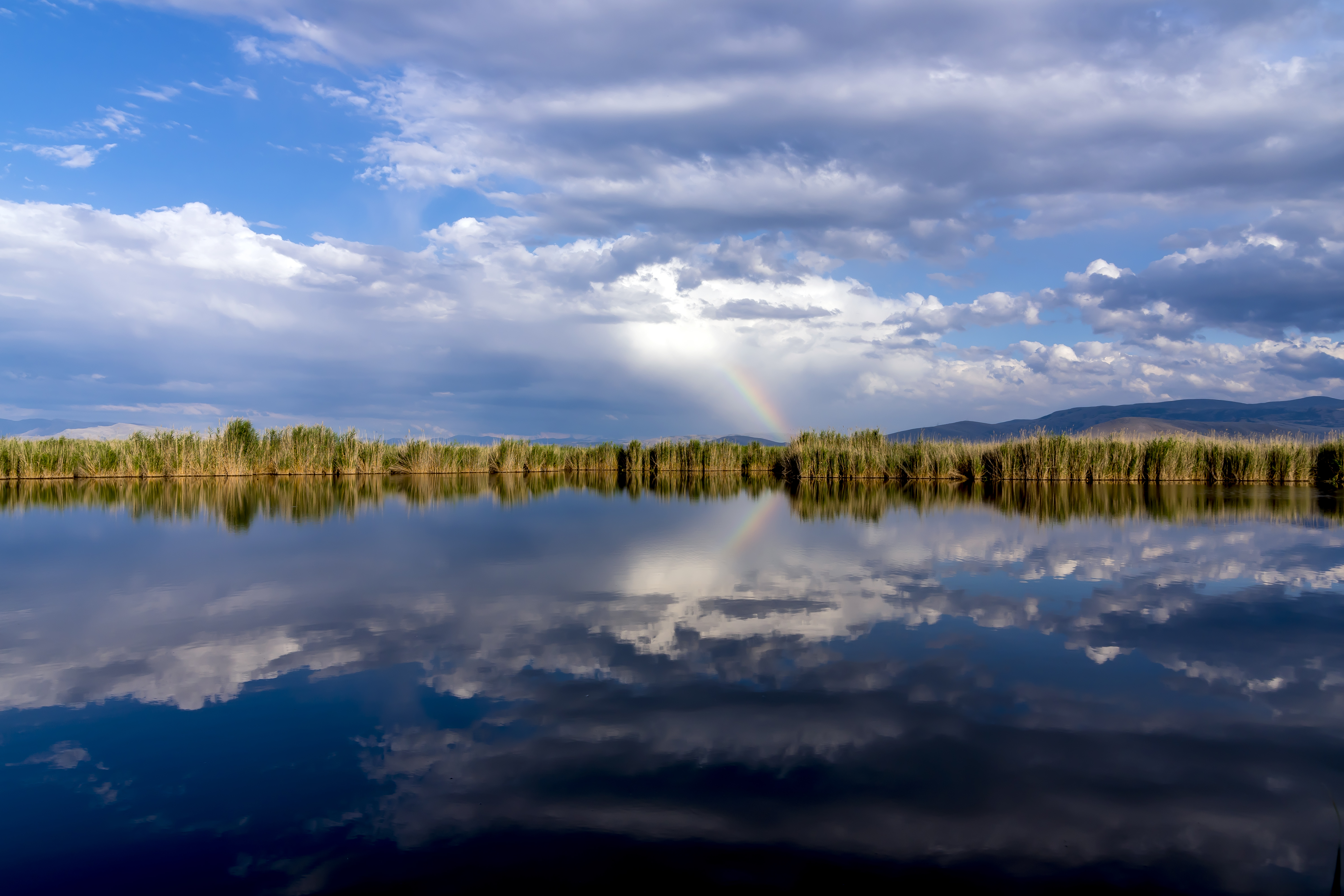
Sitio Ramsar de Sultan sazlığı

Turquía abarca tres regiones biogeográficas, Anatolia, el Mediterráneo y la región del mar Negro, junto con las zonas de transición. En este pequeño continente hay bosques, estepas, humedales, montañas, ecosistemas marinos y costeros y las combinaciones de todos ellos. Su biodiversidad se encuentra entre las más altas de la zona templada. Se considera que hay unas 19 000 especies de invertebrados, de las que 4000 subespecies son endémicas. Se han identificado 1500 especies de vertebrados, de los que unas 100 son endémicas, incluyendo 70 especies de peces. Turquía se encuentra en una de las dos rutas de migración más importantes del mundo, y posee importantes zonas de anidación, de ahí los 14 sitios Ramsar.

## Geografía humana

Mapa de Turquía con las principales ciudades.

La población de Turquía se estimaba en 76 805 524 habitantes en julio de 2009. Son en su mayoría turcos 70-75 %, pero también hay kurdos 18 % y otras minorías, que representan el 7-12 % (2008 est.) La mayor parte de la población es musulmana 99,8 % (en su mayoría, sunís), otros 0,2 % (principalmente cristianos y judíos). El idioma oficial es el turco, aunque también se habla el kurdo y otros idiomas minoritarios.
Las ciudades que superan el millón de habitantes son: en primer lugar, Estambul con 12 829 960 habitantes según estimación del año 2009; luego está la sede del gobierno, Ankara (la Ancira de la Antigüedad) con 4 306 105 hab. Luego están Esmirna (İzmir), Bursa, Adana y Gaziantep. Geográficamente, de acuerdo a la Organización político-administrativa de Turquía, este país está dividido en siete regiones: región del Egeo, región del Mar Negro, región de Anatolia Central, región de Anatolia Oriental, región del Mármara, región del Mediterráneo y Región de Anatolia Suroriental, las cuales se subdividen en ochenta y una provincias, administradas cada una de ellas por un gobernador designado por el Gobierno central.

## Geografía económica
Recursos naturales de Turquía son: antimonio, carbón, cromo, mercurio, cobre, azufre, mineral de hierro, tierra cultivable, hidroelectricidad. La ganadería se centra en el ganado ovino, caprino y vacuno. En la agricultura destaca el cultivo de cereales y frutos secos.
Uso de tierra
- Tierra cultivable: 32 %
- Cosechas permanentes: el 4 %
- Pastos permanentes: 16 %
- Bosques y vegetación: 26 %
- Resto: 22 % (1993)
- Tierra irrigada: 36.740 km² (1993)

## Áreas protegidas de Turquía
La IUCN reconoce únicamente 18 zonas protegidas en Turquía, 1.709 km² de los 782.239 km² del país, es decir, el 0,22%, de los que solo están gestionadas efectivamente 799 km², el 0,1%, y 270 km² de áreas marinas, el 0,11% de los 255.926 km², y bien gestionados solo 128 km², el 0,05%. De estas zonas, 2 son reservas de la biosfera de la Unesco, 2 son patrimonio de la humanidad y 14 son sitios Ramsar. Sin embargo, una metodología más flexible aplicada por el gobierno amplia enormemente las zonas protegidas, que alcanzan el 7,2% del territorio, unos 56.300 km², e incluyen 40 parques nacionales, 31, áreas de conservación de la naturaleza, 107 monumentos naturales, 184 parques naturales, 81 áreas de protección de la vida salvaje, 58 bosques protegidos, 239 áreas de conservación genética, 373 bancos de semillas, 15 áreas protegidas especiales, 1.273 sitios naturales, 14 sitios Ramsar y 1 reserva de la biosfera.